# Філіппінські спагеті
Філіппінські спагеті (філ. Pilipino spaghetti, англ. Filipino spaghetti) — страва філіппінської кухні, місцева адаптація італійського виду пасти спагеті з соусом болоньєзе. Страва має виражений солодкий смак: до томатного соусу зазвичай додається банановий кетчуп або коричневий цукор. У страву традиційно додаються нарізані сосиски або ковбаски (наприклад, чорисо), м'ясний фарш та сир. Страву подають з різних приводів, але особливо вона популярна на дитячих днях народження..

## Історія
Згідно з загальноприйнятою точкою зору, страва з'явилася на Філіппінах після або під час Другої світової війни, коли на території країни був розміщений значний військовий контингент США. Проблеми із постачанням томатами, що намітилася під час війни, призвела до розвитку місцевого виробництва бананового кетчупу.. Ця варіація спагеті з соусом болоньєзе була представлена американцями і надалі додатково адаптована до смаків філіппінців, що мають пристрасть до солодких страв.

## Опис страви
Філіппінські спагеті – досить недорога і проста у виготовленні страва, що є однією з причин її популярності.
Подрібнені цибуля і часник на сковороді з олією обсмажуються до карамелізації, після чого до них додається і обсмажується до коричневого кольору фарш. Далі до страви додаються нарізані ковбаски, сосиски, шинка або інші ковбасні вироби й копченості, а також, опціонально, м'ясний або грибний бульйон . Страва підсолоджується банановим кетчупом або коричневим цукром, приправляється сіллю та чорним перцем, після чого вариться до потрібної консистенції..
Спагеті готуються до стану al dente і можуть додаватися в м'ясний соус, так і подаватися окремо, политі соусом. Тертий або нарізаний кубиками сир (зазвичай чеддер) додають перед подачею (посипають зверху, а іноді додають безпосередньо в соус в кінці приготування).
Серед інших можливих інгредієнтів - дрібно подрібнені солодкий перець та морква.

## Культурне значення
Незважаючи на стурбованість, яку викликає страва у пуристів італійської кухні, на Філіппінах за минулі десятиліття вона стало традиційною. Філіппінські спагеті майже завжди подаються на місцевих святах, особливо дитячих днях народження, так що місцеві мешканці відчувають до страви свого роду ностальгічну ніжність.
На Філіппінах страва включена в асортимент практично всіх мереж фаст-фуду, причому як місцевих, так і міжнародних, у тому числі, наприклад, McDonald's і KFC.